# Ceaikîne, Berîslav
Ceaikîne (în ucraineană Чайкине) este un sat în comuna Kirove din raionul Berîslav, regiunea Herson, Ucraina.

## Demografie
Componența lingvistică a localității Ceaikîne
     Ucraineană (93,69%)
     Rusă (3,75%)
     Română (2,39%)
Conform recensământului din 2001, majoritatea populației localității Ceaikîne era vorbitoare de ucraineană (93,69%), existând în minoritate și vorbitori de rusă (3,75%) și română (2,39%).